# We Are Scientists
We Are Scientists is een Amerikaanse indierockband, opgericht in 2000. De groep bestaat uit Keith Murray (gitaar en zang) en Chris Cain (basgitaar en achtergrondzang). In november van het jaar 2007 verliet drummer Michael Tapper de band. Vanaf dat moment maakt We Are Scientists bij liveoptredens gebruik van gastmuzikanten, waaronder:
- Gary Powell (Drummer Dirty Pretty Things)
- Matt Helders (Drummer Arctic Monkeys)
- Anthony Rossomando (Gitarist Dirty Pretty Things)
- Max Hart (Gitarist, Toetsenist, Zang The High Speed Scene)
- Adam Aaronson (Drummer The High Speed Scene)
- Chris Urbanowicz (Gitarist Editors)

Vanaf juli 2009 wordt Andy Burrows (ex-Razorlight) geïntroduceerd als nieuwe drummer.
De bekendste singles zijn Nobody Move, Nobody Get Hurt en The Great Escape. Hun nieuwste single heet Rules don't stop, afkomstig van het album Barbara dat in 2010 is uitgekomen.

## Discografie

### Albums
- With Love and Squalor (2005)
- Crap Attack (2006)
- Brain Thrust Mastery (2008)
- Barbara (2010)
- TV en Français (2014)

### Singles
- Nobody Move, Nobody Get Hurt (2005)
- The Great Escape (2005)
- It's a Hit (2006)
- Nobody Move, Nobody Get Hurt (opnieuw uitgebracht 2006)
- After Hours (2008)
- Chick Lit (2008)
- Rules don't stop (2010)